# Goriška Brda
Goriška Brda este o arie protejată (arie specială de conservare — SAC, sit de importanță comunitară — SCI) din Slovenia întinsă pe o suprafață de 401,06 ha, integral pe uscat.

## Localizare
Centrul sitului Goriška Brda este situat la coordonatele 46°00′35″N 13°35′43″E / 46.0096°N 13.5953°E.

## Înființare
Situl Goriška Brda a fost declarat sit de importanță comunitară în aprilie 2013 pentru a proteja 2 specii de animale. Situl a fost protejat și ca arie specială de conservare în aprilie 2015.

## Biodiversitate
Situată în ecoregiunea continentală, aria protejată nu include niciun habitat protejat.
La baza desemnării sitului se află mai multe specii protejate de  nevertebrate (2): Coenonympha oedippus, fluturele auriu (Euphydryas aurinia).